# Hlóra
Hlóra (alternativt Lora eller Glora) var enligt Snorre Sturlasson guden Tors fostermor. Hon är kortfattat omnämnd i prologen till Snorres Edda samt i Skáldskaparmál.

## Prologen till Snorres Edda
Snorre driver i prologen till sin Edda den euhemeristiska tesen att alla ”hednagudar” från början har varit forntida hövdingar och kungar, vilka efter döden kommit att dyrkas som gudar. Om Tor säger han, att han var son till en kung som hette Munon eller Mennon (det vill säga Memnon) i Troja, men uppfostrades i Trakien hos en härförare som hette Loricus.
| Vid tolv års ålder ägde han full styrka. Då lyfte han tio björnhudar från marken, alla samtidigt. Då dräpte han också sin fosterfar Loricus och dennes maka Lora eller Glora och tog riket Trakien i besittning, det som vi kallar Trudheim. | Þá er hann var tólf vetra hafði hann fullt afl. Þá lypti hann af jǫrðu tíu bjarnstǫkum ǫllum senn ok þá drap hann Loricum fóstra sinn ok konu hans Lora eða Glora ok eignaði sér ríkit Thracia. Þat kǫllum vér Þrúðheim. |  |

## Skáldskaparmál
I Skáldskaparmál, kapitel 4, ger Snorre följande förslag till kenningar för Tor:
| Vilka kenningar skall användas för Tor? Man kan kalla honom Odens och Jords son; Magnes, Modes och Truds far; Sivs man; Ulls styvfar; Mjölners, styrkebältets och Bilskirnes brukare och ägare; Asgårds och Midgårds försvarare; jättars och trollkvinnors fiende och bane; Hrungnes, Geirröds och Trivaldes dråpare; Tjalves och Röskvas herre; Midgårdsormens fiende och Vingners och Hloras fosterson. | Hvernig skal kenna Þór? Svá at kalla hann son Óðins ok Jarðar, faðir Magna ok Móða ok Þrúðar, verr Sifjar, stjúpfaðir Ullar, stýrandi ok eigandi Mjǫllnis ok megingjarða, Bilskirnis, verjandi Ásgarðs, Miðgarðs, dólgr ok bani jǫtna ok trǫllkvinna, vegandi Hrungnis, Geirrøðar, Þrívalda, dróttinn Þjálfa ok Rǫsku, dólgr Miðgarðsorms, fóstri Vingnis ok Hlóru. |  |